# Kay E. Kuter
Kay Edwin Kuter (Los Angeles, 25 aprile 1925 – Burbank, 12 novembre 2003) è stato un attore e doppiatore statunitense.

## Filmografia

### Cinema
- Sabrina, regia di Billy Wilder (1954)
- Rullo di tamburi (Drum Beat), regia di Delmer Daves (1954)
- Désirée, regia di Henry Koster (1954)
- La tela del ragno (The Cobweb), regia di Vincente Minnelli (1955)
- Bulli e pupe (Guys and Dolls), regia di Joseph L. Mankiewicz (1955)
- Nel tempio degli uomini talpa (The Mole People), regia di Virgil W. Vogel (1956)
- Giungla d'acciaio (The Steel Jungle), regia di Walter Doniger (1956)
- La vera storia di Jess il bandito (The True Story of Jesse James), regia di Nicholas Ray (1957)
- Johnny, l'indiano bianco (The Light in the Forest), regia di Herschel Daugherty (1958)
- Sono un agente FBI (The FBI Story), regia di Mervyn LeRoy (1959)
- Mary Poppins, regia di Robert Stevenson (1964)
- Assalto finale (A Time for Killing), regia di Phil Karlson e Roger Corman (1967)
- L'uomo caffelatte (Watermelon Man), regia di Melvin Van Peebles (1970)
- Un nemico del popolo (An Enemy of the People), regia di George Schaefer (1978)
- Giochi stellari (The Last Starfighter), regia di Nick Castle (1984)
- Corso di anatomia (Gross Anatomy), regia di Thom Eberhardt (1989)
- Warlock, regia di Steve Miner (1989)
- Due sconosciuti, un destino (Love Field), regia di Jonathan Kaplan (1992)
- The Seventh Coin, regia di Dror Soref (1993)
- Grand Theft Parsons, regia di David Caffrey (2003)
- Forbidden Warrior, regia di Jimmy Nickerson (2004)

### Televisione
- Navy Log – serie TV, episodio 2x16 (1957)
- Crossroads – serie TV, episodi 2x05-2x25 (1957)
- Telephone Time – serie TV, episodio 2x26 (1957)
- Rescue 8 – serie TV, episodio 1x25 (1959)
- Bonanza – serie TV, episodio 1x06 (1959)
- The Texan – serie TV, 3 episodi (1959)
- Ispettore Dante (Dante) – serie TV, episodio 1x09 (1960)
- Pony Express – serie TV, episodio 1x33 (1960)
- Maverick – serie TV, episodio 5x10 (1962)
- Gli inafferrabili (The Rogues) – serie TV, episodio 1x06 (1964)
- Selvaggio west (The Wild Wild West) – serie TV, episodio 1x14 (1965)
- Il virginiano (The Virginian) – serie TV, episodi 4x29-8x06-9x10 (1966-1970)
- Ai confini della realtà (The Twilight Zone) – serie TV, episodio 1x57 (1986)
- Goddess of Love, regia di Jim Drake – film TV (1988)
- Star Trek: The Next Generation - serie TV, episodio 4x19 (1991)
- Seinfeld – serie TV, episodio 5x11 (1993)
- Star Trek: Deep Space Nine – serie TV, episodio 1x14 (1993)
- Sabrina, vita da strega (Sabrina, the Teenage Witch) – serie TV, 1 episodio (1998)
- Streghe (Charmed) – serie TV, 1 episodio (2002)
- E.R. - Medici in prima linea (ER) – serie TV, 1 episodio (2002)
- Frasier – serie TV, 1 episodio (1993-2004)

### Doppiatore
- Il magico sogno di Annabelle (Annabelle's Wish), regia di Roy Wilson (1997)
- La sirenetta II - Ritorno agli abissi (The Little Mermaid II: Return to the Sea), regia di Jim Kammerud e Brian Smith (2000)

## Doppiatori italiani
Nelle versioni in italiano delle opere in cui ha recitato, Kay E. Kuter è stato doppiato da:
- Dante Biagioni in Streghe[1], Frasier[2]
- Andrea Bosic in Giochi stellari
- Raffaele Uzzi in Corso di anatomia[3]
- Mario Milita in Star Trek: Deep Space Nine[4]

Da doppiatore è stato sostituito da:
- Valerio Ruggeri ne La sirenetta II - Ritorno agli abissi